# 超级马力欧收藏辑
《超級瑪利歐收藏輯》（舊译为超级马里奥合辑，英文版名译为超级马里奥全明星）是任天堂为纪念紅白機发售10周年，于1993年推出的超级任天堂平台合輯游戏。2010年，为纪念《超级马里奥兄弟》发售25周年，任天堂推出了该作的Wii限定移植版《超级马里奥合辑 特别包裝》。
2020年，为纪念《超级马里奥兄弟》发售35周年，任天堂宣布该作于9月3日登陆任天堂Switch Online的超級任天堂精選遊戲中。

## 简介
游戏共收录《超级马里奥兄弟》、《超级马里奥兄弟2》、《超级马里奥兄弟USA》和《超级马里奥兄弟3》的复刻版4款游戏。游戏的画质和音质均提升至了超級任天堂的16位元水準，并对碰撞物理做了细微调整，以及加入存档功能。
由于欧美與日本在Famicom上推出的“超级马里奥兄弟2”為同名但不同的遊戲，日本將歐美版重新命名為《超级马里奥兄弟USA》，歐美將日本版命名為《超級瑪利歐兄弟：失落的關卡》（Super Mario Bros.: The Lost Levels）。

## 衍伸版本

### 超級瑪利歐收藏輯+超級瑪利歐世界
任天堂在歐美於1994年12月於超級任天堂發行《超级马里奥收藏輯+超级马里奥世界》，收錄本作4款游戏与《超级马里奥世界》，连同超级任天堂本机綁售。此版本未在日本发售。

### Wii特別包裝
任天堂在2010年於Wii發行《超级马里奥收藏輯 特别包装》（繁體代理版稱《Super Mario Collection 特别包装》），作为超级马里奥25周年纪念活动（2010年9月13日 - 2011年1月10日）的一环在此期间限定生产发售。除了包含《超级马里奥合集》的复刻移植版外，还綁售有收录系列历史未公开资料的32页画册《马里奥历史 1985-2010》，和收录有自《超级马里奥兄弟》至《超级马里奥银河2》以来10首代表曲目及效果音的原声CD。
游戏与原超級任天堂版基本相同，可使用横握Wii遥控器或Wii经典手柄操作，游戏在宽屏（16:9）显示时，画面左右会显示黑边。但受原版发售4年后的寶可夢系列动画事件影响，游戏中的闪光画面（例如《USA》炸弹爆炸画面）均作了重新慢速化或暗化处理。